# Maculonaclia tenera
Maculonaclia tenera är en fjärilsart som beskrevs av Paul Mabille 1878. Maculonaclia tenera ingår i släktet Maculonaclia och familjen björnspinnare. Inga underarter finns listade i Catalogue of Life.